# Hulp (paardensport)
Een hulp is in de paardensport een teken waarmee een ruiter of amazone het paard laat weten wat hij of zij van het paard verwacht.
Bij het paardrijden kent men: zit- en gewichtshulpen, stemhulpen, beenhulpen en teugelhulpen. Bijkomend kunnen spoor- en zweephulpen gebezigd worden als de ruiter niet tevreden is over de reactie van het paard op de eerstgenoemde tekens.
Een hulpteken is geen op zich zelf staand middel maar onderdeel van een gecombineerd systeem om een paard duidelijk te maken wat er verwacht wordt. Dit kunnen signalen zijn om in beweging te komen, over te gaan tot een andere gang (stap, draf, galop), af te buigen van richting of te stoppen met bewegen. Zo kan men bijvoorbeeld door tegelijk de zit te veranderen, en de hak of hak met spoor te gebruiken en de teugels iets aan te halen een paard duidelijk maken dat het de bedoeling is om te versnellen. Als een paard moet stoppen ga je ontspannener ("dieper") zitten en ontspan je de beenspanning zodat je heupen de beweging van het paard niet meer volgen en uiteindelijk ontspan je de teugel.
Goed getrainde, gevoelige dieren reageren op minimale signalen die van buitenaf nauwelijks waarneembaar zijn. Hulpen dienen vooral in de dressuur zo onopvallend mogelijk gegeven te worden.